# Polia spalax
Polia spalax är en fjärilsart som beskrevs av Alphéraky 1887. Polia spalax ingår i släktet Polia och familjen nattflyn. Inga underarter finns listade i Catalogue of Life.